# Jeux de l'Association de libre-échange des Caraïbes de 2014
Navigation
Jeux de la CARIFTA de 2013 Jeux de la CARIFTA de 2015
Les 43es Jeux de la Caribbean Free Trade Association (abrégée CARIFTA Games, d'après Caribbean Free Trade Association) se sont déroulés à Fort-de-France du 19 au 21 avril 2014 au stade Pierre-Aliker. Cette compétition juniors (moins de 20 ans) d'athlétisme est qualifiante pour les Jeux olympiques de la jeunesse d'été de 2014.
Pour la première fois des CARIFTA Games, les épreuves "jeunes" de la compétition sont ouverts au moins de 18 ans au lieu de moins de 17 ans comme dans les éditions précédentes. Ces épreuves "jeunes" correspondent ainsi à la catégorie "cadets" de l'IAAF.
Les épreuves combinées, la perche et le 3 000 mètres femmes font exception car elles sont disputées selon une catégorie unique (OPEN) qui regroupe les deux catégories d'âge.

## Faits marquants
Pour l'occasion, la piste du stade Pierre-Aliker a été rénovée. Tous les pays de la CARIFTA à l'exception du Belize et de Montserrat ont envoyé une délégation pour ces jeux. Cuba, un temps annoncé, a finalement renoncé à participer aux jeux qui sont qualificatifs pour les Championnats du monde juniors d'athlétisme 2014 aux États-Unis en juillet.
La cérémonie d'ouverture des 43e CARIFTA Games a débuté le 18 avril 2014 à 18h avec E.sy Kennenga qui a interprété sa chanson "We are" et s'est achevé par le discours de la ministre George Pau-Langevin.
De nombreuses personnalités sont mobilisées pour remettre des médailles, tels que Sergueï Bubka, Adrianna Lamalle, Alfred Marie-Jeanne, Maurice Antiste, Didier Laguerre, Jean-Philippe Nilor, Laurent Prévost ou Serge Letchimy.

### Jour 3
Avec 13 s 10 en finale du 110 mètres haies cadet, Jaheel Hyde fait mieux que le record du monde cadet détenu par le guadeloupéen Wilhem Belocian (13 s 12) mais son record n'est pas enregistré car le vent favorable est supérieur à la limite de 2,2 m/s.
À l'issue de la compétition, la barbadienne Akela Jones reçoit le prix Austin Sealy après avoir remporté trois médailles d'or au 100 mètres haies, saut en longueur et saut en hauteur pour sa dernière participation aux CARIFTA Games. À l'issue de cette compétition, cette spécialiste des épreuves combinées rejoint l'université du Kansas aux États-Unis.

## Records établis lors de la compétition
Au cours de cette édition, dix-neuf records de CARIFTA Games ont été battus.
| Catégorie                        | Record | Athlète                                                       | Pays                             | Type                             |
| Juniors Hommes (moins de 20 ans) | Juniors Hommes (moins de 20 ans) | Juniors Hommes (moins de 20 ans)                              | Juniors Hommes (moins de 20 ans) | Juniors Hommes (moins de 20 ans) |
| -------------------------------- | --- | ------------------------------------------------------------- | -------------------------------- | -------------------------------- |
| 110 mètres haies                 | 13 s 23 (+ 1,6 m/s) | Wilhem Belocian                                               | Guadeloupe                       | CR                               |
| Octathlon                        | 5696 pts | Kevin Roberts                                                 | Trinité-et-Tobago                | CR                               |
| Octathlon                        | 7.09 m (+0,5 m/s) (saut en longueur), 10,34 m (lancer du poids), 50.32 (400 m), 10.97 (+2,0 m/s) (100 m) / 15.02 (+1,2 m/s) (110 m haies/99 cm), 43,47 m (javelot), 3 min 10 s 69 (1000 m), 1,98 m (saut en hauteur) |                                                               |                                  |                                  |
| Relais 4 × 100 mètres            | 39 s 38 | Raheem Robinson Michael O'Hara Jordon Chin Jevaughn Minzie    | Jamaïque                         | CR                               |
| Juniors Femmes (moins de 20 ans) | |                                                               |                                  |                                  |
| Heptathlon                       | 4648 pts | Chelsey Linton                                                | Dominique                        | CR                               |
| Heptathlon                       | 15 s 40 (+2,8 m/s) (100 m haies/ 84 cm), 1,54 m (saut en hauteur), 10,58 m (lancer du poids), 25.93 (200 m) (+2,5 m/s) / 5,43 m (-1,0 m/s) (saut en longueur), 31,12 m (javelot), 2 min 33 s 98 (800 m)              |                                                               |                                  |                                  |
| Cadets Hommes (moins de 18 ans)  | |                                                               |                                  |                                  |
| 100 mètres                       | 10 s 27 (+1,9 m/s) | Raheem Chambers                                               | Jamaïque                         | CR                               |
| 400 mètres haies (84 cm)         | 51 s 21 | Jaheel Hyde                                                   | Jamaïque                         | CR                               |
| Triple saut                      | 16.33m (+2,0 m/s) | Miguel van Assen                                              | Suriname                         | CR                               |
| Lancer du disque (1,5 kg)        | 54.41m | Vashon McCarty                                                | Jamaïque                         | CR                               |
| Lancer du javelot (700 g)        | 67.67m | Anderson Peters                                               | Grenade                          | CR                               |
| Relais 4 × 100 mètres            | 40 s 76 | Kinard Rolle Tyler Bowe Keanu Pennerman Javan Martin          | Bahamas                          | CR                               |
| Relais 4 × 400 mètres            | 3 min 12 s 63 | Nathaniel Bann Martin Manley Nigel Ellis Jaheel Hyde          | Jamaïque                         | CR                               |
| Cadets Femmes (moins de 18 ans)  | |                                                               |                                  |                                  |
| 100 mètres haies (76,2 cm)       | 13 s 48 (+ 1,4 m/s) | Janeek Brown                                                  | Jamaïque                         | CR                               |
| 400 mètres haies (76,2 cm)       | 59 s 72 | Shenice Cohen                                                 | Jamaïque                         | CR                               |
| Triple saut                      | 13.10m (+ 1,5 m/s) | Yanis Esméralda David                                         | Guadeloupe                       | CR                               |
| Lancer du poids (3 kg)           | 16.12m | Chelsea James                                                 | Trinité-et-Tobago                | CR                               |
| Lancer du disque (1 kg)          | 46.47m | Janel Fullerton                                               | Jamaïque                         | CR                               |
| Lancer du javelot (500 g)        | 49.66m | Shanee Angol                                                  | Dominique                        | CR                               |
| Relais 4 × 100 mètres            | 44 s 80 | Shellece Clarke Shanice Reid Natalliah Whyte Kimone Shaw      | Jamaïque                         | CR                               |
| Relais 4 × 400 mètres            | 3 min 37 s 45 | Taqece Duggan Junelle Bromfield Shannon Kalawan Tiffany James | Jamaïque                         | CR                               |

Légende
| AR — Record de la zone, CR — Record des CARIFTA, NR — Record nationaux |
| ---------------------------------------------------------------------- |

## Résultats

### Junior(e)s (moins de 20 ans)

#### Hommes
| Épreuves                                   | Or                                                                                      | Argent                                                                              | Bronze                                                                                      |
| ------------------------------------------ | --------------------------------------------------------------------------------------- | ----------------------------------------------------------------------------------- | ------------------------------------------------------------------------------------------- |
| 100 m Vent : + 1,7 m/s                     | Jevaughn Minzie 10 s 18                                                                 | Levi Cadogan 10 s 25                                                                | Jonathan Farinha 10 s 27                                                                    |
| 200 m Vent : + 1,3 m/s                     | Michael O'Hara 20 s 50                                                                  | Jevaughn Minzie 20 s 56                                                             | Levi Cadogan 20 s 67                                                                        |
| 400 m                                      | Machel Cedenio 45 s 95                                                                  | Nathon Allen 46 s 97                                                                | Asa Guevara 47 s 35                                                                         |
| 800 m                                      | Kevon Robinson 1 min 51 s 02                                                            | Rajay Hamilton 1 min 51 s 05                                                        | Nicholas Landeau 1 min 51 s 86                                                              |
| 1 500 m                                    | Chadoye Dawson 3 min 56 s 93                                                            | Nicholas Landeau 3 min 58 s 27                                                      | Dage Minors 3 min 58 s 39                                                                   |
| 5 000 m                                    | Obrien Frith 15 min 48 s 51                                                             | Romario Foote 15 min 51 s 66                                                        | Brian Ludop (MTQ) 16 min 04 s 56                                                            |
| 110 m haies Haies de 99 cm Vent: + 1,6 m/s | Wilhem Belocian (GLP) 13 s 23 CR                                                        | Tyler Mason 13 s 25                                                                 | Ruebin Walters 13 s 57                                                                      |
| 400 m haies                                | Okeen Williams 50 s 99                                                                  | Marvin Williams 51 s 22                                                             | Ruebin Walters 51 s 68                                                                      |
| Relais 4 × 100 mètres                      | Jamaïque Raheem Robinson Michael O'Hara Jordon Chin Jevaughn Minzie 39 s 38 CR          | Bahamas Cliff Resais Ian Kerr Deedro Clarke Steven Gardiner 40 s 35                 | Trinité-et-Tobago Micah Ballantyne John Constantine Jamaal Bridges Jonathan Farinha 40 s 71 |
| Relais 4 × 400 mètres                      | Trinité-et-Tobago Asa Guevara Jonathan Farinha Theon Lewis Machel Cedenio 3 min 06 s 02 | Jamaïque Ivan Henry Okeen Williams Marco Doodnaughtsingh Nathon Allen 3 min 07 s 71 | Bahamas Kelso Pierre Jr. Janek Cartwright Ashley Riley Steven Gardiner 3 min 11 s 32        |
| Saut en hauteur                            | Clayton Brown 2,16 m                                                                    | Christoffe Bryan 2,16 m                                                             | Laquan Nairn Tahir Jefferson 2,00 m                                                         |
| Saut à la perche Toutes catégories         | Mickey Ferdinand 3,80 m                                                                 | Jessy Voitier (MTQ) 3,50 m                                                          | Guillaume Erichaud (MTQ) 2,80 m                                                             |
| Saut en longueur                           | Shamar Rock 7,56 m                                                                      | Kevin Philbert 7,36 m                                                               | Jevaughn Fowler 7,19 m                                                                      |
| Triple saut                                | Odaine Lewis 15,49 m                                                                    | Shamar Rock 15,39 m                                                                 | Clayton Brown 15,30 m                                                                       |
| Lancer du poids Poids de 6 kg              | Demar Gayle 16,72 m                                                                     | Kenejah Williams 16,55 m                                                            | Romario Antoine 16,42 m                                                                     |
| Lancer du disque Disque de 1,5 kg          | Glefford Watson 52,00 m                                                                 | Demar Gayle 51,96 m                                                                 | Drexel Maycock 49,31 m                                                                      |
| Lancer du javelot                          | Shakille Waithe 67,53 m                                                                 | Denzel Pratt 64,55 m                                                                | Adrian Williams 64,49 m                                                                     |
| Octathlon Toutes catégories (OPEN)         | Kevin Roberts 5 696 points CR                                                           | Javel St. Paul 5 258 points                                                         | Florian Simax (MTQ) 5 222 points                                                            |

#### Femmes
| Épreuves                           | Or                                                                                     | Argent                                                                                        | Bronze                                                                           |
| ---------------------------------- | -------------------------------------------------------------------------------------- | --------------------------------------------------------------------------------------------- | -------------------------------------------------------------------------------- |
| 100 m Vent : + 5,1 m/s             | Jonielle Smith 11 s 17 w                                                               | Aaliyah Telesford 11 s 42 w                                                                   | Kedisha Dallas 11 s 44 w                                                         |
| 200 m Vent : + 2,3 m/s             | Kayelle Clarke 23 s 10                                                                 | Kadecia Baird 23 s 13                                                                         | Kedisha Dallas 23 s 69                                                           |
| 400 m                              | Kadecia Baird 53 s 84                                                                  | Dawnalee Loney 53 s 90                                                                        | Yanique McNeil 54 s 49                                                           |
| 800 m                              | Monique McPherson 2 min 09 s 85                                                        | Sasha-gaye Whyte 2 min 13 s 19                                                                | Cheryl Farial (GLP) 2 min 13 s 29                                                |
| 1 500 m                            | Sasha-gaye Whyte 4 min 42 s 44                                                         | Monique McPherson 4 min 44 s 08                                                               | Cheryl Farial (GLP) 4 min 44 s 76                                                |
| 3 000 m Toutes catégorie (OPEN)    | Cassey George 10 min 03 s 27                                                           | Britnie Dixon 10 min 34 s 20                                                                  | Shanieke Watson 10 min 55 s 42                                                   |
| 100 m haies Vent : + 0,2 m/s       | Akela Jones 13 s 55                                                                    | Peta-gay Williams 13 s 57                                                                     | Christie Lange (GLP) 13 s 59                                                     |
| 400 m haies Haies de 76 cm         | Kimone Green 58 s 47                                                                   | Andrenette Knight 59 s 61                                                                     | Méghane Grandson (MTQ) 60 s 85                                                   |
| Relais 4 × 100 mètres              | Jamaïque Chanice Bonner Kedisha Dallas Saqukine Cameron Jonielle Smith 44 s 16         | Trinité-et-Tobago Aaliya Telesford Zakiya Denoon Tsai-anne Joseph Kayelle Clarke 45 s 32      | Bahamas Devynne Charlton Loushany Neymour Makeya White Keianna Albury 45 s 471   |
| Relais 4 × 400 mètres              | Jamaïque Camira Haughton Yanique McNeil Andrenette Knight Dawnalee Loney 3 min 38 s 20 | Trinité-et-Tobago Ayoka Cummings Tsai-anne Joseph Shimel Ettienne Zakiya Denoon 3 min 46 s 11 | Bahamas Juannae Lewis Loushany Neymour Marisa White Talia Thompson 3 min 47 s 64 |
| Saut en hauteur                    | Akela Jones 1,84 m                                                                     | Safia Morgan 1,78 m                                                                           | Morgane Edvige (MTQ) 1,65 m                                                      |
| Saut en longueur                   | Akela Jones 6,32 m                                                                     | Claudette Allen 6,31 m                                                                        | Mia Pontoparia (GLP) 6,02 m                                                      |
| Triple saut                        | Tamara Moncrieffe 13,21 m                                                              | Claudette Allen 12,69 m                                                                       | Mia Pontoparia (GLP) 12,65 m                                                     |
| Lancer du poids                    | Rochelle Frazer 13,63 m                                                                | Jess St. John 13,26 m                                                                         | Portious Warren 12,70 m                                                          |
| Lancer du disque                   | Rochelle Frazer 46,90 m                                                                | Paul-ann Gayle 45,93 m                                                                        | Tynelle Gumbs 40,45 m                                                            |
| Lancer du javelot Javelot de 600 g | Olivia Leckford 44,41 m                                                                | Isheka Binns 43,32 m                                                                          | Priscillia Fonds (GLP) 39,17 m                                                   |
| Heptathlon Toutes catégorie (OPEN) | Chelsey Linton 4 648 points CR                                                         | Janel Fullerton 4 588 points                                                                  | Miquel Roach 4 365 points                                                        |

### Cadets (moins de 18)

#### Hommes
| Épreuves                                   | Or                                                                             | Argent                                                                          | Bronze                                                                             |
| ------------------------------------------ | ------------------------------------------------------------------------------ | ------------------------------------------------------------------------------- | ---------------------------------------------------------------------------------- |
| 100 m Vent : + 1,9 m/s                     | Raheem Chambers 10 s 27 CR                                                     | Waseem Williams 10 s 33                                                         | Javan Martin 10 s 54                                                               |
| 200 m Vent : + 2,3 m/s                     | Chad Walker 20 s 99 w                                                          | Jhevaughn Matherson 21 s 13 w                                                   | Javan Martin 21 s 15 w                                                             |
| 400 m                                      | Martin Manley 47 s 47                                                          | Henry Delauze 47 s 60                                                           | Jamal Walton 47 s 74                                                               |
| 800 m                                      | Ryan Bulter 1 min 55 s 61                                                      | Ryan Dunkley 1 min 56 s 03                                                      | Romario Marshall 1 min 58 s 91                                                     |
| 1 500 m                                    | Jauvaney James 4 min 07 s 81                                                   | Benjamin Najman 4 min 09 s 66                                                   | Romario Marshall 4 min 09 s 72                                                     |
| 3 000 m                                    | Jauvaney James 8 min 59 s 15                                                   | Shane Buchanan 9 min 07 s 22                                                    | Luidgy Negre (GLP) 9 min 21 s 55                                                   |
| 110 m haies Haies de 91 cm Vent: + 2,2 m/s | Jaheel Hyde 13 s 10 w                                                          | Roje Jackson-Chin 13 s 46 w                                                     | Michael Nicholls 13 s 79 w                                                         |
| 400 m haies Haies de 81 cm                 | Jaheel Hyde 51 s 21 CR                                                         | Rivaldo Leacock 51 s 37                                                         | Kyron McMaster 52 s 85                                                             |
| Relais 4 × 100 mètres                      | Bahamas Kinard Rolle Tyler Bowe Keanu Pennerman Javan Martin 40 s 76 CR        | Jamaïque Waseem Williams Chad Walker Jhevau Matherson Raheem Chambers 40 s 78   | Trinité-et-Tobago Chad Richards Akanni Hislop Corey Stewart Adell Coltrust 42 s 41 |
| Relais 4 × 400 mètres                      | Jamaïque Nathaniel Bann Martin Manley Nigel Ellis Jaheel Hyde 3 min 12 s 63 CR | Bahamas Kinard Rolle Samson Colebrook Justin Pinder Henry Delauze 3 min 13 s 16 | Bahamas Corey Stewart Jacob St Clair Terry Frederick Kasfief King 3 min 13 s 77    |
| Saut en hauteur                            | Lusahane Wilson 2,03 m                                                         | Jahnai Perinchief 2,03 m                                                        | Omari Benoit 2,00 m                                                                |
| Saut en longueur                           | Obrien Wasome 7,66 m w                                                         | Andwuelle Wright 7,38 m                                                         | Miguel van Assen 7,12 m                                                            |
| Triple saut                                | Miguel van Assen 16,33 m CR                                                    | Jordon Scott 15,75 m w                                                          | Obrien Wasome 15,59 m                                                              |
| Lancer du poids Poids de 5 kg              | Vashon McCarty 17,29 m                                                         | Josh Hazzard 15,94 m                                                            | Warren Barrett 15,70 m                                                             |
| Lancer du disque Disque de 1,5 kg          | Vashon McCarty 54,41 m CR                                                      | Warren Barrett 53,67 m                                                          | Josh Boateng 47,84 m                                                               |
| Lancer du javelot Javelot de 700 g         | Anderson Peters 67,67 m CR                                                     | Mickel Joseph 67,23 m                                                           | Travis Ferguson 60,40 m                                                            |

#### Femmes
| Épreuves                                   | Or                                                                                      | Argent                                                                                    | Bronze                                                                                 |
| ------------------------------------------ | --------------------------------------------------------------------------------------- | ----------------------------------------------------------------------------------------- | -------------------------------------------------------------------------------------- |
| 100 m Vent : + 3,3 m/s                     | Kimone Shaw 11 s 42 w                                                                   | Janae Ambrose 11 s 62 w                                                                   | Nelda Huggins 11 s 64 w                                                                |
| 200 m Vent : + 0,9 m/s                     | Natalliah Whyte 23 s 36                                                                 | Sada Williams 23 s 43                                                                     | Shellece Clarke 23 s 61                                                                |
| 400 m                                      | Sada Williams 53 s 39                                                                   | Tiffany James 53 s 79                                                                     | Meleni Rodney 54 s 45                                                                  |
| 800 m                                      | Faheemah Scraders 2 min 10 s 68                                                         | Junelle Bromfield 2 min 10 s 79                                                           | Britnie Dixon 2 min 13 s 33                                                            |
| 1 500 m                                    | Cassey George 4 min 40 s 40                                                             | Faheemah Scraders 4 min 43 s 30                                                           | Britnie Dixon 4 min 53 s 84                                                            |
| 100 m haies Haies de 76 cm Vent: + 1,4 m/s | Janeek Brown 13 s 48 CR                                                                 | Sidney Marshall 13 s 62                                                                   | Jeminise Parris 13 s 79                                                                |
| 400 m haies Haies de 76 cm                 | Shenice Cohen 59 s 72 CR                                                                | Shannon Kalawan 59 s 95                                                                   | Dreshannae Rolle 60 s 43                                                               |
| Relais 4 × 100 mètres                      | Jamaïque Shellece Clarke Shanice Reid Natalliah Whyte Kimone Shaw 44 s 80 CR            | Bahamas Blayre Catalyn Janae Ambrose Andira Ferguson Brianne Bethel 45 s 91               | Îles Vierges britanniques Frett Zacharia Kala Penn L'tisha Fahie Nelda Huggins 46 s 30 |
| Relais 4 × 400 mètres                      | Jamaïque Taqece Duggan Junelle Bromfield Shannon Kalawan Tiffany James 3 min 37 s 65 CR | Bahamas Shaquania Dorsett Dreshannae Rolle Brianne Bethel Doneisha Anderson 3 min 39 s 65 | Barbade Shonita Brome Sada Williams Jaria Hoyte Tiana Bowen 3 min 41 s 90              |
| Saut en hauteur                            | Lamara Distin 1,68 m                                                                    | Jeanine Allard-Saint-Albin (MTQ) Sakari Famous Ashlee Edward 1,60 m                       |                                                                                        |
| Saut en longueur                           | Yanis Esméralda David (GLP) 6,24 m                                                      | Kristal Liburd 6,01 m                                                                     | Maëva Phésor (GLP) 5,86 m w                                                            |
| Triple saut                                | Yanis Esméralda David (GLP) 13,10 m CR                                                  | Axelle Eugénie (MTQ) 12,34 m                                                              | Shanique Wright 12,26 m                                                                |
| Lancer du poids Poids de 3 kg              | Chelsea James 16,12 m CR                                                                | Janel Fullerton 14,42 m                                                                   | Akida Briggs 13,79 m                                                                   |
| Lancer du disque Disque de 1 kg            | Janel Fullerton 46,47 m CR                                                              | Chelsea James 43,53 m                                                                     | Devia Brown 43,31 m                                                                    |
| Lancer du javelot Javelot de 500 g         | Shanee Angol 49,66 m CR                                                                 | Hayley Matthews 43,17 m                                                                   | Daneliz Thomas 39,59 m                                                                 |

## Table des médailles
- Le pays hôte est surligné en bleu

| Rang | Nation                     | Or | Argent | Bronze | Total |
| ---- | -------------------------- | -- | ------ | ------ | ----- |
| 1    | Jamaïque                   | 42 | 34     | 13     | 89    |
| 2    | Trinité-et-Tobago          | 6  | 7      | 12     | 25    |
| 3    | Barbade                    | 5  | 5      | 6      | 16    |
| 4    | Guyana                     | 3  | 1      | 0      | 4     |
| 5    | Guadeloupe                 | 3  | 0      | 8      | 11    |
| 6    | Dominique                  | 2  | 0      | 0      | 2     |
| 7    | Bahamas                    | 1  | 8      | 10     | 19    |
| 8    | Grenade                    | 1  | 3      | 2      | 6     |
| 9    | Bermudes                   | 1  | 3      | 1      | 5     |
| 10   | Sainte-Lucie               | 1  | 1      | 0      | 2     |
| 11   | Suriname                   | 1  | 0      | 1      | 2     |
| 12   | Martinique                 | 0  | 3      | 5      | 8     |
| 13   | Saint-Christophe-et-Niévès | 0  | 1      | 2      | 3     |
| 14   | Antigua-et-Barbuda         | 0  | 1      | 0      | 1     |
| 14   | Curaçao                    | 0  | 1      | 0      | 1     |
| 16   | Îles Vierges britanniques  | 0  | 0      | 4      | 4     |
| 17   | Îles Caïmans               | 0  | 0      | 2      | 2     |

Les délégations d'Anguilla, d'Aruba, de Guyane française, d'Haïti, des Îles Turques-et-Caïques, de Saint-Martin, de Saint-Vincent-et-les-Grenadines et des Îles Vierges des États-Unis n'ont pas obtenues de médailles.